# Supercopa de El Salvador
La Supercopa de El Salvador, conocida oficialmente como Supercopa de Campeones, es un torneo oficial de fútbol salvadoreño organizado por la Federación Salvadoreña de Fútbol (FESFUT) donde participan exclusivamente el campeón de la Copa El Salvador y el campeón del campeonato Campeón de Campeones. A partir de la edición 2024, el torneo es disputado por los campeones de los Torneos Apertura y Clausura.

## Historial
| Año  | Sede                     | Edición | Campeón                     | Resultados final | Subcampeón                   |
| ---- | ------------------------ | ------- | --------------------------- | ---------------- | ---------------------------- |
| 2019 | Maryland, Estados Unidos | I       | Club Deportivo Águila (CC)  | 1 : 1 (3 : 0) P. | Santa Tecla Fútbol Club (CI) |
| 2024 | Estadio Cuscatlán        | II      | Club Deportivo Águila (A)   | 1 : 1 (3 : 2) P. | Alianza Fútbol Club (C)      |
| 2025 | Estadio Cuscatlán        | III     | Club Deportivo Hércules (A) | 2 : 1            | Alianza Fútbol Club (C)      |

A: Campeón del Torneo Apertura; C: Campeón del Torneo Clausura; CI: Campeón de la Copa INDES; CC: Campeón del Campeón de Campeones.

## Títulos

### Títulos por club
| Club                    | Títulos | Subtítulos | Años Campeón | Años Subcampeón |
| ----------------------- | ------- | ---------- | ------------ | --------------- |
| Club Deportivo Águila   | 2       | -          | 2019, 2024   | -               |
| Club Deportivo Hércules | 1       | -          | 2025         | -               |
| Alianza Futbol Club     | -       | 2          | -            | 2024, 2025      |
| Santa Tecla Fútbol Club | -       | 1          | -            | 2019            |

## Participaciones
| Equipo                  | Participaciones |
| ----------------------- | --------------- |
| Club Deportivo Águila   | 2               |
| Alianza Futbol Club     | 2               |
| Santa Tecla Fútbol Club | 1               |
| Club Deportivo Hércules | 1               |